# 사군자과
사군자과(使君子科, 학명: Combretaceae 콤브레타케아이[*])는 도금양목의 과이다. 나무와 관목, 열대 덩굴식물 11개 속 600여 종으로 이루어져 있다. 이 과는 사군자 등을 포함하고 있다. 코노카르푸스속(Conocarpus), 라군쿨라리아속(Laguncularia) 그리고 룸니트제라속(Lumnitzera) 등의 3개 속은 맹그로브 숲에서 자생한다. 사군자과 식물은 아열대와 열대 기후 지역에서 폭넓게 분포한다. 이 과의 일부 종, 예를 들어 테르미날리아 이보렌시스(Terminalia ivorensis)는 이디그보(idigbo)와 같은 유용한 건축용 목재로 사용된다.

## 하위 분류
- 사군자속(Combretum Loefl.)
- Conocarpus L.
- Dansiea Byrnes
- Getonia Roxb.
- Guiera Adans. ex Juss.
- Laguncularia C.F.Gaertn.
- Lumnitzera Willd.
- Macropteranthes F.Muell. ex Benth.
- Meiostemon Exell & Stace
- Strephonema Hook.f.
- Terminalia L.